# Pateros (Washington)
Pateros je grad u američkoj saveznoj državi Washington. Prema popisu stanovništva iz 2010. u njemu je živjelo 667 stanovnika.